# Землетрясения в Фарсе (2010)
Землетрясения в Фарсе 2010 года — ряд мощных землетрясений магнитудой до 5,9, произошедших в 2010 году в иранском остане Фарс.
Первое из них, магнитудой 5,9 произошло 27 сентября 2010 года в 11:22:45 (UTC) в южном Иране, в 2,3 км к северо-северо-востоку от города Казерун (остан Фарс). Гипоцентр землетрясения располагался на глубине 20,0 километров. Интенсивность землетрясения составила VII по шкале Меркалли.
Землетрясение ощущалось в Ширазе, Бушире, а также в Кувейте: в Эс-Салимия, в районе Ад-Дасма (мухафаза Асама), в Манкафе, Хавалли, Мишреф.
В результате землетрясения в Конартехте 1 человек погиб, 3 получили ранения. Всего получили ранения 7 человек. Экономический ущерб в результате землетрясения составил 3,72 млн долларов США.

## Повторные землетрясения

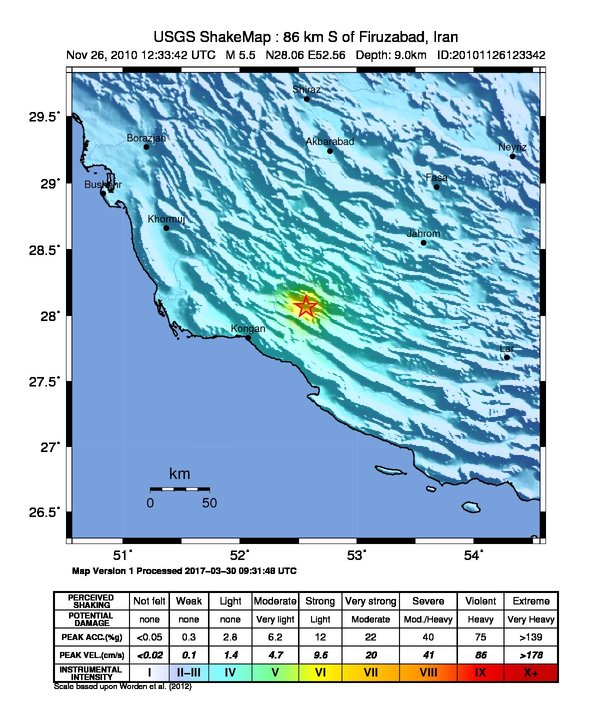
Карта сейсмической активности 26 ноября 2010 года

26 ноября 2010 года в 12:33:42 (UTC) в остане Фарс, на глубине 9,0 км произошло землетрясение магнитудой 5,5. Эпицентр находился в 64,6 км к северо-северо-западу от города Мохр. Подземные толчки ощущались в населённых пунктах Ирана: Кенган, Шираз. Сообщения о подземных толчках поступали также из Манамы (Бахрейн) и из Дохи (Катар). Сообщений о пострадавших не поступало. Экономический ущерб от землетрясения составил 4,85 млн долларов США.

## Тектонические условия региона
Не менее четырёх тектонических плит (Аравийская, Евразийская, Индостанска и Африканская) и один меньший тектонический блок (Анатолийская плита) ответственны за сейсмичность и тектонику на Ближнем Востоке и в окружающем регионе. Геологическое развитие региона является следствием ряда тектонических процессов первого порядка, которые включают субдукцию, крупномасштабные трансформные разломы, поднятие и расширение земной коры.
На востоке в тектонике преобладает столкновение Индийской плиты с Евразией, приводящее к подъему горных цепей Гималаев, Каракорума, Памира и Гиндукуша. Под Памиром и горами Гиндукуша на севере Афганистана землетрясения происходят на глубине до 200 км в результате остаточной литосферной субдукции. Вдоль западного края Индийской плиты относительное движение между Индией и Евразией происходит в сдвигах, взбросах, и перекрёстно-параллельных наслоениях, в результате чего, например, комплекс Сулеймановых гор представляет собой складчато-надвиговый пояс. Основной разлом в этом регионе — разлом Чаман в Афганистане.
У южного побережья Пакистана и Ирана жёлоб Макран является поверхностным выражением активной субдукции Аравийской плиты под Евразию. К северо-западу от этой зоны субдукции столкновение между двумя плитами образует складчатые пояса длиной около 1500 км и складчато-надвиговый пояс гор Загрос, которые пересекают весь западный Иран и распространяются в северо-восточном Ираке.
В тектонике в восточном средиземноморском регионе преобладают сложные взаимодействия между плитами Африки, Аравии и Евразии и блоком Анатолии. Доминирующими структурами в этом регионе являются: Рифт Красного моря — центр расширения земной коры между Африканской и Аравийской плитами; Рифт Мёртвого моря — крупный разлом со смещением по простиранию, в котором также происходит относительное движение между Африканской и Аравийской плитами; Северо-Анатолийский разлом — правосторонний сдвиговый разлом в северной Турции, обеспечивающий большую часть поступательного движения Анатолийской плиты в западном направлении относительно Евразии и Африки; и Кипрская дуга — конвергентная граница между Африканской плитой на юге и Анатолийской плитой на севере.